# Liste der Baudenkmäler in Coburg/Rögen

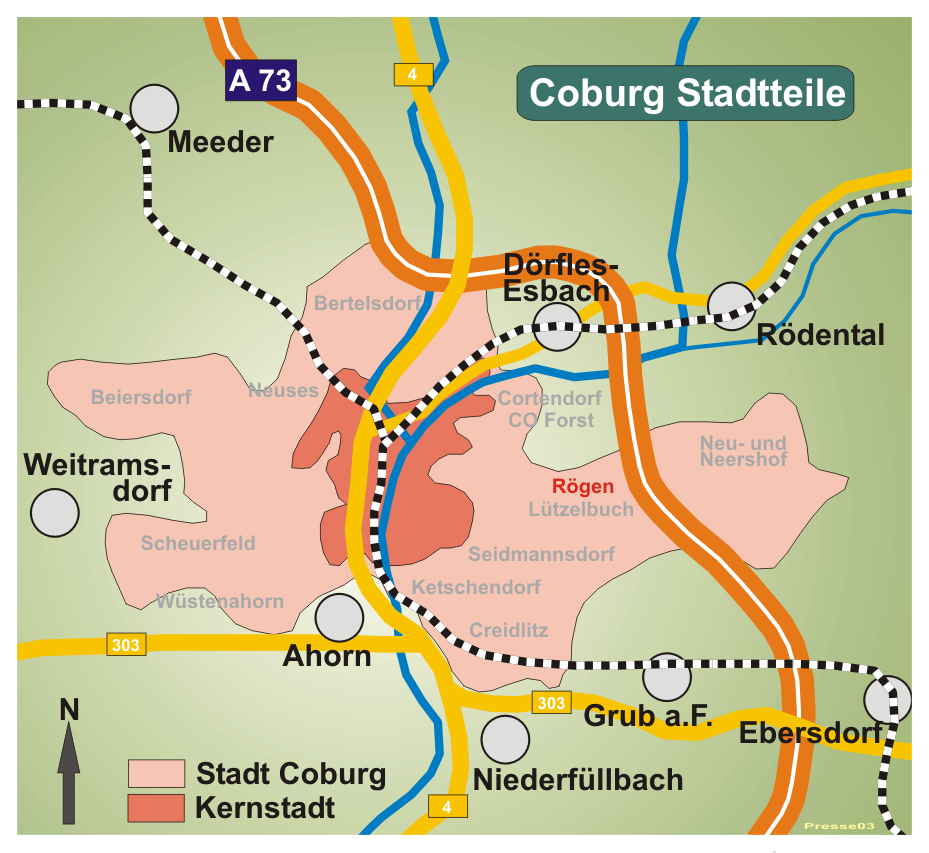
Coburg Stadtteil Rögen

Der Coburger Stadtteil Rögen liegt östlich der Kernstadt.

## Rögen
| Adresse Bezeichnung Akten-Nr.                      | Beschreibung | Foto |
| -------------------------------------------------- | --- | ---- |
| Am Eichholz 4 (Standort) Bauernhaus D-4-63-000-847 | Das zweigeschossige Bauernhaus mit Fachwerk und Satteldach entstand 1837. Es ist ein Wohnstallhaus als typisches traditionelles Bauernhaus des Coburger Umlandes aus dem 18. bis 19. Jahrhundert. Das Erdgeschoss ist massiv gebaut; das Fachwerk des Obergeschosses war bis zur jüngsten Sanierungsmaßnahme rautenförmig verschiefert und ist heute mit Holz verkleidet. An der Ostseite des Hauses ist ein Brunnen erhalten. |      |